# Toy Story
Toy Story és una pel·lícula d'animació de 1995 generada per ordinador produïda per Pixar i distribuïda per Walt Disney Pictures. Va ser el primer llargmetratge totalment animat per computadora i el primer projecte important de Pixar al cinema.

## Argument
La família de l'Andy es mudarà de casa aviat i les joguines fan una reunió per afinar els últims detalls de la mudança. Al terme de la reunió recorden que aquest dia és l'aniversari d'Andy i la majoria de les joguines tenen por de ser reemplaçats per algun regal que li puguin fer a Andy. Woody, la joguina preferida d'Andy, crida la calma i envia un grup de soldats verds a la festa d'aniversari perquè informi dels regals que rebi Andy. Quan tots els regals s'acaben i cap joguina ha aparegut, la mare de l'Andy treu un regal que tenia amagat i l'hi dona al seu fill. Abans que els soldats informin de la identitat del regal, els nens pugen a l'habitació d'Andy corrent i les joguines tornen a les seves posicions originals. El regal que rep Andy és una joguina anomenada Buzz Lightyear, una figura d'acció espacial basada en el protagonista d'una sèrie de televisió.
Amb el temps, Buzz capta tota l'atenció d'Andy i Woody sent enveja. Woody crea un pla per acabar amb Buzz i que les coses tornin a ser com eren, llança Buzz des de la finestra de l'habitació d'Andy, però les altres joguines descobreixen el que vol fer. Andy va amb la seva família a menjar pizza i hi duu el Woody, ja que Buzz no hi era. Buzz, que havia seguit l'automòbil, ataca Woody i els dos queden abandonats en una gasolinera. Woody i Buzz arriben al lloc on Andy anava, però són oposats per Sid, veí d'Andy. Sid és conegut per torturar joguines i lliurar-les al seu gos perquè les mossegui. Les dues joguines obliden les seves diferències per poder escapar de la casa de Sid.
És Nadal i les joguines estan novament atentes als regals d'Andy, entre els quals es troben una dona amb cara de patata i un cadell.

## Personatges
- Xèrif Woody: És el protagonista de la pel·lícula. És un ninot que representa un vaquer, el qual té, com a característica, una corda a l'esquena que, quan l'estiren, li permet parlar. És la joguina favorita de l'Andy. És el líder de les joguines de l'Andy.
- Buzz Lightyear: És la nova joguina de l'Andy. Representa un astronauta. Amb l'arribada d'aquest personatge sorgeix una rivalitat amb Woody per ser la joguina favorita d'Andy i el més popular del seu grup de joguines.
- Andy Davis: Un nen de vuit anys que és el propietari de Woody, Buzz i les altres joguines que hi ha a la seva habitació.
- Sid Phillips: És el veí boig de l'Andy, té 13 anys. Tortura les joguines per diversió.
- Mr. Potato Head: Es diu així perquè té forma de patata. Se li pot posar o treure les diferents parts de la cara (nas, orelles, ulls, boca). En algunes ocasions critica en Woody.
- Slinky: Joguina amb forma de gos, és mig gos i mitja molla. És un dels millors amics de Woody.
- Bo Peep o Betty: És una pastora de porcellana que sempre ha tingut l'objectiu de conquistar en Woody. Té un ramat d'ovelles, encara que en realitat és una sola ovella amb tres caps.
- Rex: És un tiranosaure de plàstic. És poruc i tem no ser prou aterridor. Una de les seves majors pors és que li regalin a l'Andy un altre dinosaure que faci més por que ell i aquest es desfaci d'ell.
- Hamm: És la guardiola d'Andy amb forma de porc que, encara que no es considera en si una joguina, està bastant unit al grup de les joguines. És un bromista.
- Sarge: Cap dels soldats de l'Andy. Els soldats i el sergent tenen la funció de comunicar a la resta de joguines que passa a l'exterior per un walkie-talkie.
- Sra. Davis: És la mare de l'Andy.
- Hannah Phillips: És la germana petita de Sid.
- Mickie McGowan: És la mare del Sid.

## Repartiment
- Tom Hanks: Woody
- Tim Allen: Buzz Lightyear
- Erik von Detten: Sid
- John Ratzenberger: Hamm
- Wallace Shawn: Rex
- Don Rickles: Sr. Patata
- Randy Newman: le cantar de performance

## Música
Totes les cançons foren escrites i compostes per Randy Newman. 
| Núm.          | Títol                                                                         | Durada |
| ------------- | ----------------------------------------------------------------------------- | ------ |
| 1.            | «You've Got a Friend in Me» (performed by Newman)                             | 2:04   |
| 2.            | «Strange Things» (performed by Newman)                                        | 3:18   |
| 3.            | «I Will Go Sailing No More» (performed by Newman)                             | 2:57   |
| 4.            | «Andy's Birthday»                                                             | 5:58   |
| 5.            | «Soldier's Mission»                                                           | 1:29   |
| 6.            | «Presents»                                                                    | 1:09   |
| 7.            | «Buzz»                                                                        | 1:40   |
| 8.            | «Sid»                                                                         | 1:21   |
| 9.            | «Woody and Buzz»                                                              | 4:29   |
| 10.           | «Mutants»                                                                     | 6:05   |
| 11.           | «Woody's Gone»                                                                | 2:13   |
| 12.           | «The Big One»                                                                 | 2:51   |
| 13.           | «Hang Together»                                                               | 6:02   |
| 14.           | «On the Move»                                                                 | 6:18   |
| 15.           | «Infinity and Beyond»                                                         | 3:09   |
| 16.           | «You've Got a Friend in Me (Duet Version)» (performed by Newman, Lyle Lovett) | 2:42   |
| Durada total: | Durada total:                                                                 | 51:44  |

You've Got a Friend in Me va obtenir l'Oscar a la millor banda sonora a mes de guanyar el Premi Especial de l'Acadèmia per a un èxit especial.

## Premis
Aquesta pel·lícula es va fer mereixedora de nombrosos premis i nominacions, incloent un Nickelodeon Kids 'Choice, un MTV Movie i un BAFTA, entre d'altres. John Lasseter, per la seva part, va rebre el 1996 un «reconeixement especial al mèrit» per part de l'Acadèmia d'Arts i Ciències Cinematogràfiques de Hollywood, per «desenvolupar i inspirar l'aplicació de tècniques que han fet possible el primer llargmetratge animat per computadora». Entre les nominacions aconseguides per la pel·lícula, troben tres premis Oscar (dos per Randy Newman per «millor cançó original» i «millor banda sonora»), i una quarta candidatura al «millor guió original» en la mateixa cerimònia, per Joel Cohen, Pete Docter, John Lasseter, Joe Ranft, Alec Sokolow, Andrew Stanton i Joss Whedon.
Més tard, va triomfar en l'esdeveniment anual dels premis Annie, en rebre un total de vuit estatuetes, incloent «millor pel·lícula animada», per l'animació de Pete Docter, el director, el compositor, la producció de Bonnie Arnold i Ralph Guggenheim, el disseny de producció Ralph Eggleston i els guionistes, que alhora van ser guardonats com a «millor assoliment individual» en les seves respectives àrees per les seves contribucions a la realització de Toy Story. Als anteriors mèrits, s'afegeix un premi per a la producció en la categoria «millor assoliment individual tècnic».
També va obtenir dues nominacions per als premis Globus d'Or (una per «millor pel·lícula - comèdia o musical» i un altre per «millor cançó original en una pel·lícula», aquesta última per la cançó «You'veu got a Friend in Me», composta per Newman). Tant pels Angeles Film Critics Association com en el Kansas City Film Critics Circle, es va fer creditora a l'estatueta de «millor pel·lícula animada». Toy Story es troba entre els primers deu llocs de « les 50 pel·lícules de British Film Institute que hauries de veure a l'edat de 14 anys », Segons la revista Empire, és la millor pel·lícula animada de la lista « 500 millors pel·lícules de tots els temps » en la posició 99.
Forma part de l'AFI 's 10 Top 10.

## Curiositats
- A Monsters, Inc. es pot veure clarament que en l'habitació de la nena Boo hi ha la mateixa pilota que tenia Andy en la seva habitació a Toy Story.
- En una escena de la pel·lícula Buscant en Nemo es pot veure un ninot de Buzz Lightyear al pis de la consulta del dentista.[16]
- La bomba de gasolina en la qual Woody i Buzz cauen de l'acte és de l'empresa Dinoco, que també apareix a Cars com el patrocinador que Llamp McQueen vol aconseguir.
- Les diferents versions de les distribucions de Debian tenen cadascuna el nom en clau d'un personatge de Toy Story. Així, la primera versió (1.1) rebé el nom de "Buzz", la 3.0 es va anomenar "Woody" o la 5.0, "Lenny. La versió inestable o en desenvolupament es diu, i sempre es dirà, "Sid".[17]
- La furgoneta de Pizza Planet en què viatgen Woody i Buzz apareix abandonada al costat d'una casa, on Flick busca animalons i insectes, i també aparcada al costat de la caravana en la qual queda desterrat Randall a Monsters, Inc.[18]
- Quan les joguines de Sid es rebel·len, un d'ells diu: "redrum" (murder, que significa "assassí" en anglès, a l'inrevés) fent referència a la pel·lícula The Shining.[19]
- Quan Buzz i Woody intenten tornar al camió de la mudança, es veu la germana d'Andy, que aconsegueix veure'ls des d'un cotxe. Ella anava escoltant "Hakuna Matata" de The Lion King.[20]
- Quan Woody està parlant a la reunió de joguines, hi ha visibles diversos llibres darrere d'ell. Els nom d'aquests llibres al·ludeixen a curts de Pixar: Red's Dream (1987), Tin Toys (1998) i Knick Knack (1989).[21]
- A la part superior de la motxilla de Sid podem llegir "Julie Macbarfle has cooties!" (Julie Macbarfle té polls!), una al·lusió a la gerent de cambra Julie M. McDonald, la qual va instar a l'equip a posar el seu nom a la pel·lícula. "Juju's house of food" (la casa de menjar de la Juju) és una altra al·lusió a ella.[22]
- Quan Woody i Buzz estan atrapats a casa de Sid, la caixa d'eines que surt es veu la marca Binford, que és la marca que patrocina Tim Allen en la seva sèrie Home Improvement[23]
- Quan els soldats van a espiar quins regals li han fet a Andy per anunciar-los a la resta de joguines a través d'un sistema tipus walkie-talkie infantil, s'enduen l'aparell receptor mentre que les altres joguines els escolten a través de l'aparell emissor.
- A WALL·E apareix la furgoneta de Pizza Planet entre les escombraries mentre WALL·E les explora.[24]
- Quan Molly està veient pel mirall el carro de la seva mare, s'escolta la cançó de The Lion King "Hakuna Matata".